# Epicephala nephelodes
Epicephala nephelodes är en fjärilsart som beskrevs av Turner 1913. Epicephala nephelodes ingår i släktet Epicephala och familjen styltmalar. Inga underarter finns listade i Catalogue of Life.